# Amphiura griegi
Amphiura griegi is een slangster uit de familie Amphiuridae.
De wetenschappelijke naam van de soort werd in 1920 gepubliceerd door Theodor Mortensen.